# Inis Meáin
Inis Meáin /ˌiniʃ ˈmʲɑːn/ (in gaelico irlandese anche Inis Meadhóin, in inglese Inishmaan ) è l'isola centrale delle isole Aran, noto arcipelago al largo delle coste occidentali irlandesi: nonostante sia la seconda per grandezza, è la meno popolata delle tre (183 abitanti nel 2016).
Geologicamente uguale alle isole vicine, è formata da un territorio calcareo simile a quello del Burren, nel Clare, dal quale le isole distano assai poco.
La sua posizione centrale e la sua poca densità di popolazione, la rendono molto meno turistica di Inis Mór e Inis Oírr, ma allo stesso tempo più tranquilla e incontaminata, preservando in qualche modo in maniera migliore l'uso corrente della lingua gaelica, linguaggio corrente come nelle altre due isole. Proprio per l'uso corrente dell'antica lingua gaelica, l'isola è, come le altre compagne, una gaeltacht.

## Demografia
La tabella che segue riporta dati sulla popolazione dell'isola tratti dal libro Discover the Islands of Ireland (Alex Ritsema, Collins Press, 1999) e dai censimenti irlandesi. I dati censuari in Irlanda prima del 1841 non sono considerati completi e/o sufficientemente affidabili.
| 1841 | 1851 | 1901 | 1951 | 1996 | 2002 | 2006 | 2011 |
| ---- | ---- | ---- | ---- | ---- | ---- | ---- | ---- |
| 472  | 503  | 421  | 361  | 191  | 187  | 154  | 157  |

## Luoghi da visitare

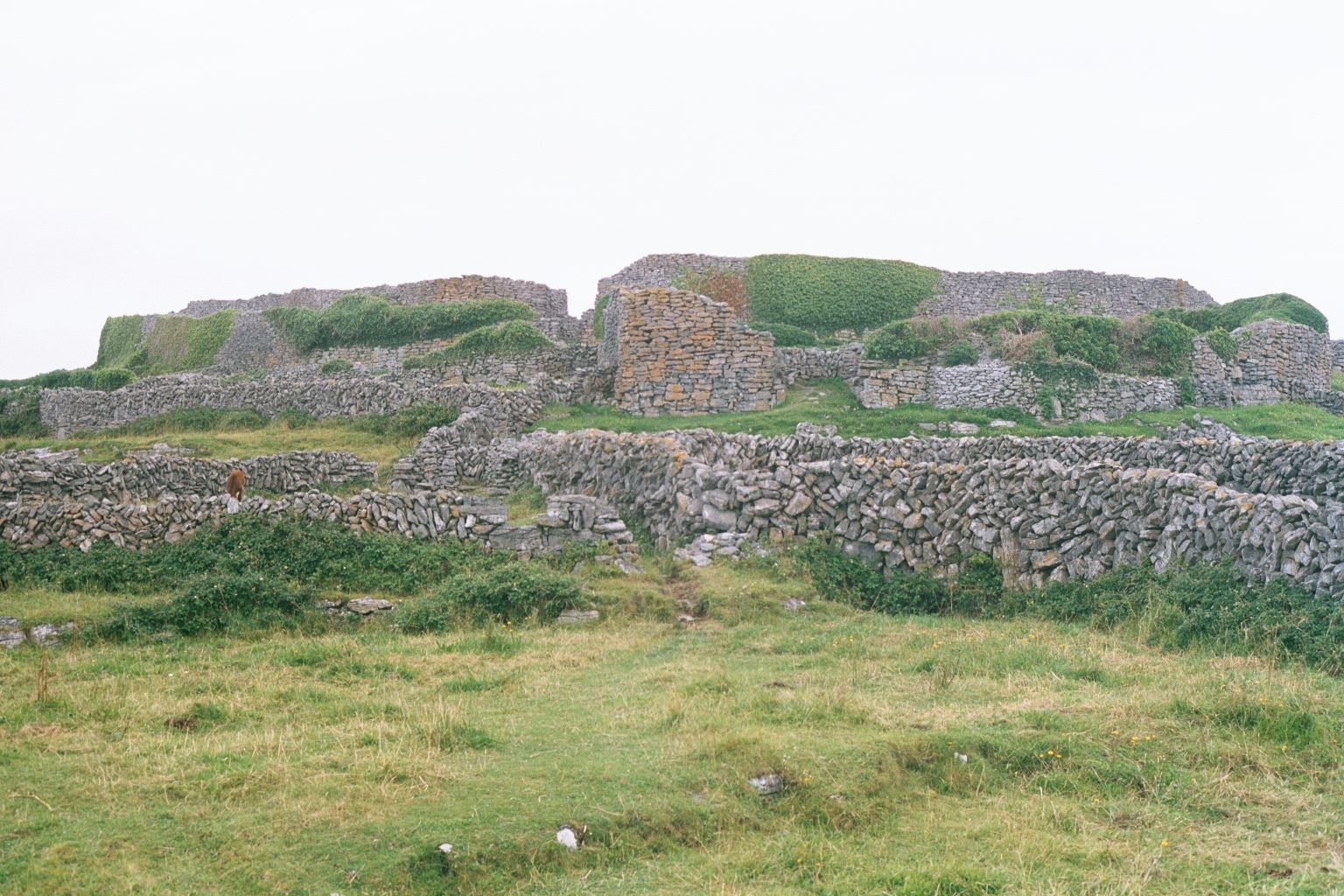
Forte in pietra
Una delle tante costruzioni circolari su Inishmann

### Dún Conchuir
Un antico forte ovale in pietra, rinomato per dare suggestivi panorami sull'isola e sugli altri siti archeologici.

### Dún Fearbhaí
Altro forte in pietra, datato del IV secolo d.C. dalla forma inusuale, essendo quasi quadrato e non circolare come tutti gli altri forti dell'isola e gran parte dei forti in pietra di tutta l'isola d'Irlanda.

### Teach Synge (Synge's Cottage)

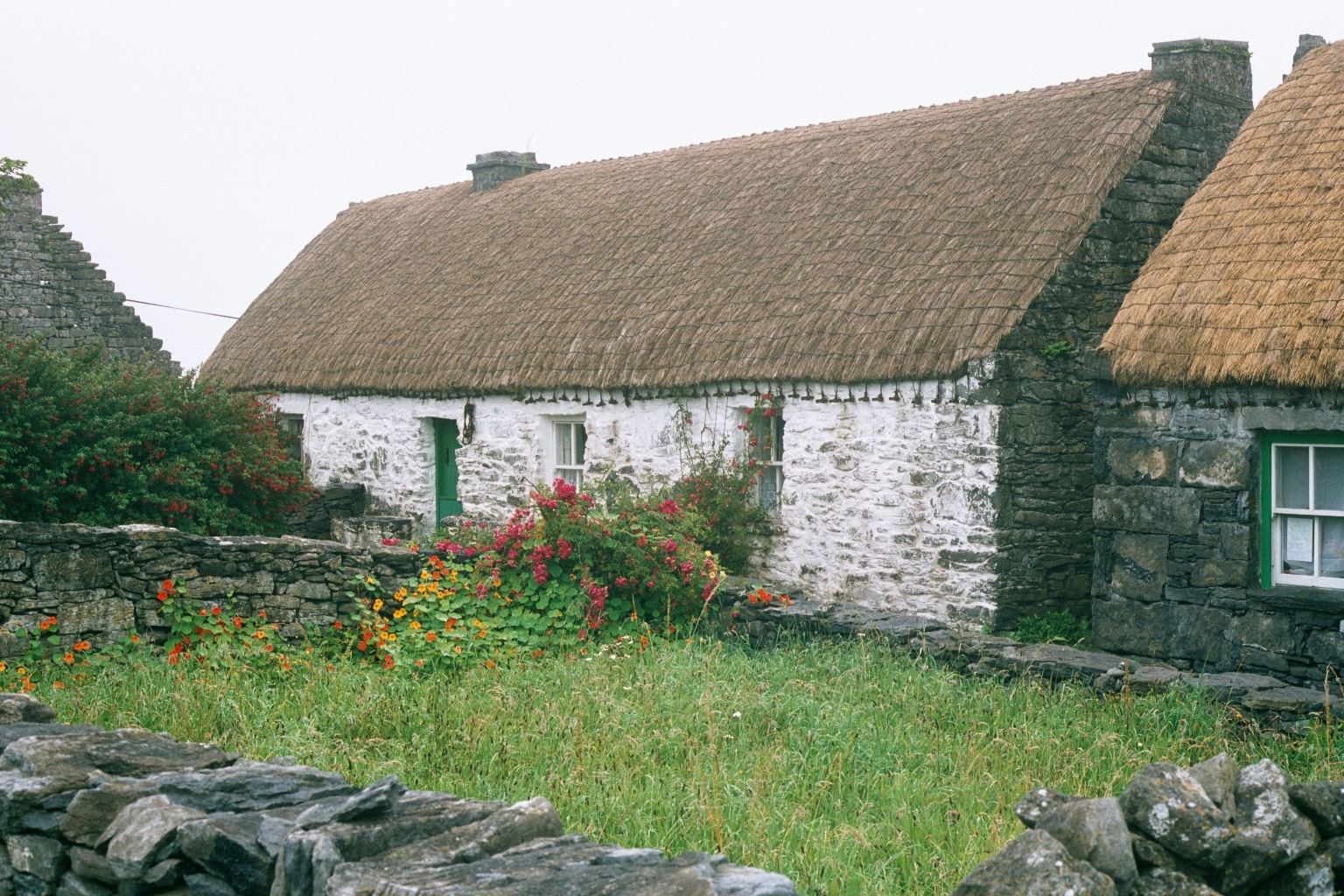
Il Teach Synge

La casa dove John Millington Synge soggiornò ogni estate sull'isola da 1898 al 1902. Qui ebbe l'ispirazione creativa per le sue opere 'The Playboy of The Western World', 'Riders to the Sea' e molti altri lavori scaturiti da storie e leggende ascoltate su Inishmann. La casa dove stette, Tí Synge, è stata accuratamente restaurata e riportata alla sua condizione originale.

### Cathaoir Synge (Synge's Chair)
Il posto preferito dello scrittore Synge, un punto dell'isola particolare dove si può ammirare un panorama suggestivo di Inishmore e del resto dell'Atlantico.